# Paratrichius pullatus
Paratrichius pullatus är en skalbaggsart som beskrevs av Thierry Bourgoin 1915. Paratrichius pullatus ingår i släktet Paratrichius och familjen Cetoniidae. Inga underarter finns listade i Catalogue of Life.